# Frankfort (Maine)
Frankfort es un pueblo ubicado en el condado de Waldo en el estado estadounidense de Maine. En el Censo de 2010 tenía una población de 1.124 habitantes y una densidad poblacional de 16,75 personas por km².

## Geografía
Frankfort se encuentra ubicado en las coordenadas 44°35′56″N 68°55′42″O / 44.59889, -68.92833. Según la Oficina del Censo de los Estados Unidos, Frankfort tiene una superficie total de 67.1 km², de la cual 63.74 km² corresponden a tierra firme y (5.01%) 3.36 km² es agua.

## Demografía
Según el censo de 2010, había 1.124 personas residiendo en Frankfort. La densidad de población era de 16,75 hab./km². De los 1.124 habitantes, Frankfort estaba compuesto por el 98.75% blancos, el 0.27% eran afroamericanos, el 0.09% eran amerindios, el 0.44% eran asiáticos, el 0% eran isleños del Pacífico, el 0.18% eran de otras razas y el 0.27% pertenecían a dos o más razas. Del total de la población el 0.36% eran hispanos o latinos de cualquier raza.